# Милювка
Милювка (пол. Milówka) — деревня в гмине Милювка Живецкого повята, Силезского воеводства.

## Географическое положение
Милювка является летним курортом, расположенным в долине реки Сола, между Силезскими Бескидами и Живецкими Бескидами.
Является прекрасной точкой отправления для горных прогулок к: Barania Gora, Przelecz Koniakowa, Hala Boracza, Hala Liptowska. Вдоль реки пролегает железнодорожная линия, ведущаяя к пункту пересечения в Zwardon при Словацкой границе, и далее к Братиславе. Эта линия была построена в 1885 г., чтобы соединить Варшаву и Вену. Милювка находится в приграничной зоне: 12 км до дороги и железнодорожного пункта пересечения со Словакией в Zwardon, 15 км до пункта пересечения с Чешской Республикой в Jasnowice. До Праги 450 км, до Вены 300 км, до Будапешта 350 км. Любители активного отдыха приезжают в Милювку зимой и летом. Причиной этому служит то, что здесь хорошо развита туристическая база и не очень большие расстояния до некоторых исторических польских городов: Краков — 120 км, Закопане — 130 км, Освенцим — 80 км, Ченстохова — 180 км.

## Галерея

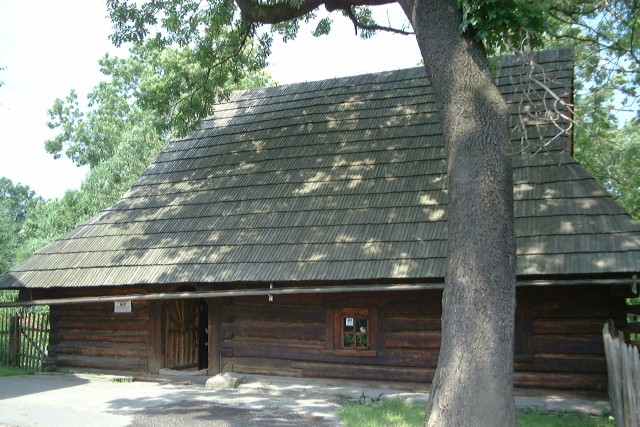
Музей в Милювке
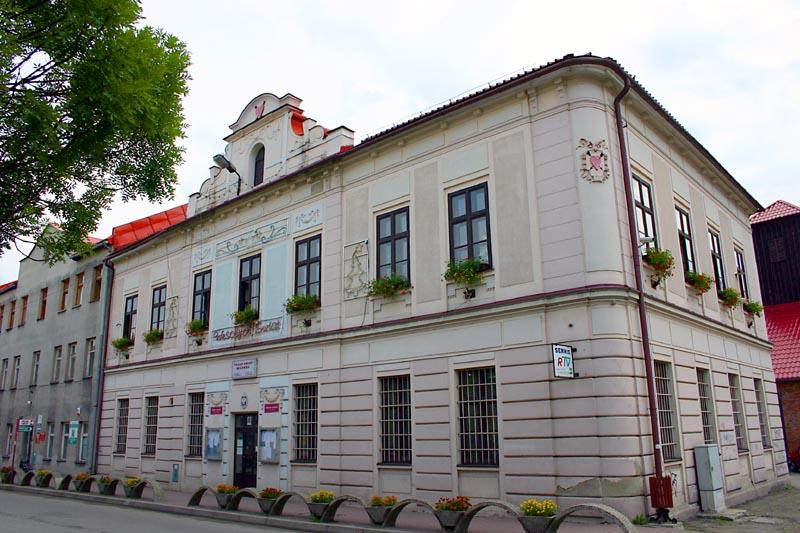
Здание ратуши
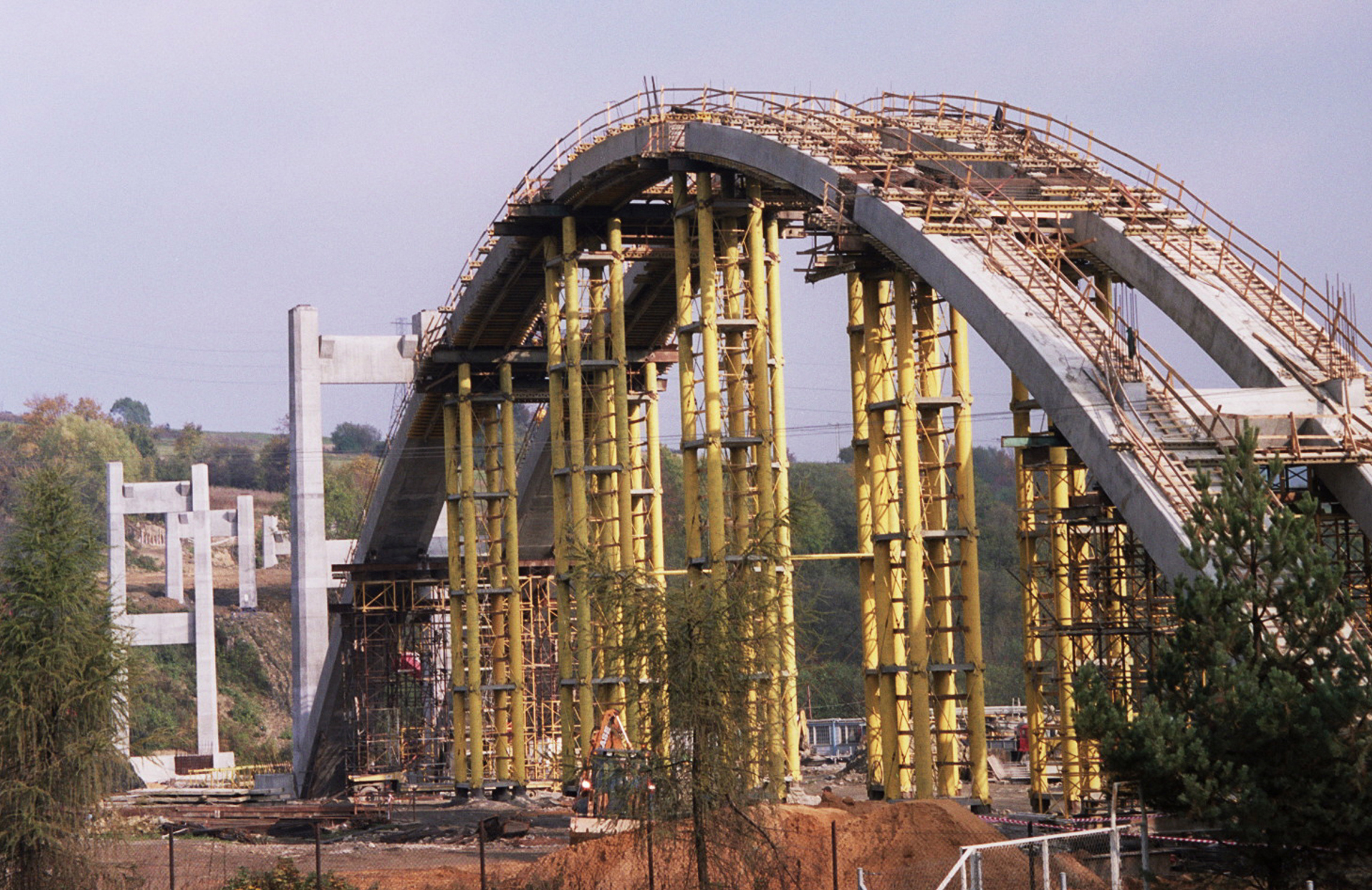
Строящаяся скоростная дорога